# Royal Aircraft Factory C.E.1
El Royal Aircraft Factory C.E.1 (Coastal Experimental 1) fue un prototipo de hidrocanoa británico de la Primera Guerra Mundial. Era un biplano monomotor de configuración propulsora pensado para llevar a cabo patrullas costeras para proteger a los barcos de los U-Boot alemanes, pero sólo fueron construidos dos aparatos, los únicos hidrocanoas diseñados y construidos por la Royal Aircraft Factory.

## Diseño y desarrollo
En febrero de 1917, Alemania reanudó la guerra submarina sin restricciones contra el Reino Unido, Francia y sus aliados, provocando fuertes pérdidas entre los barcos mercantes sin escolta. Había escasez de aviones de patrulla marítima, ya que los grandes hidrocanoas F.2 todavía no habían entrado en servicio a gran escala, y la Royal Aircraft Factory, a pesar del hecho de que la mayoría de sus aviones estaba pensada para servir en tierra con el Real Cuerpo Aéreo, decidió diseñar y construir un hidrocanoa de patrulla costera, el C.E.1 (Coastal Experimental 1) para ayudar a combatir la amenaza de los U-Boot.
Los trabajos comenzaron en el C.E.1, diseñado por William Farren, en julio de 1917, siendo construidos dos prototipos. Era un propulsor monomotor, de disposición similar al Bat Boat de preguerra, pero considerablemente mayor, con un casco de madera que presentaba un único escalón, y llevaba las superficies de cola en botalones por encima y por detrás del casco. Las alas biplano de dos vanos del avión se plegaban hacia atrás para facilitar el almacenaje. Los dos tripulantes se sentaban en cabinas abiertas en tándem, con un armamento planeado de hasta tres ametralladoras Lewis en montajes de pilar, mientras que se podían llevar bombas debajo de las alas inferiores.
El primer prototipo, propulsado por un motor V12 RAF 3 de 172 kW (230 hp) que movía una hélice de cuatro palas, fue completado en Farnborough a finales de 1917, siendo enviado a Hamble, cerca de Southampton, para el ensamblaje final y realizar las pruebas de vuelo iniciales, el 25 de diciembre. El C.E.1 realizó su primer vuelo, pilotado por su diseñador, el 17 de enero de 1918. Tras realizársele modificaciones en los controles, fue enviado al Port Victoria Marine Experimental Aircraft Depot en la isla de Grain para someterlo a pruebas de servicio en abril, siendo seguido rápidamente por el segundo prototipo, que estaba propulsado por un motor Sunbeam Maori de 190 kW (260 hp). Las pruebas mostraron que el C.E.1 era inferior a los mayores y más potentes hidrocanoas Felixstowe bimotores, por lo que no hubo más producción, siendo los dos prototipos usados en experimentos hidrodinámicos para validar datos de pruebas obtenidos de pruebas con maquetas, realizadas en un tanque de pruebas en el National Physical Laboratory.

## Especificaciones (segundo prototipo, motor Maori)
Referencia datos: The Royal Aircraft Factory

### Características generales
- Tripulación: Dos
- Longitud: 11,1 m (36,3 ft)
- Envergadura: 14 m (46 ft)
- Altura: 4,1 m (13,3 ft)
- Superficie alar: 56,6 m² (609,3 ft²)
- Peso vacío: 1516 kg (3341,3 lb)
- Peso cargado: 2268 kg (4998,7 lb)
- Planta motriz: 1× motor lineal V12 refrigerado por agua Sunbeam Maori.
  - Potencia: 190 kW (262 HP; 258 CV)

### Rendimiento
- Velocidad máxima operativa (Vno): 148 km/h (92 MPH; 80 kt) a nivel del mar
- Alcance: 3 h, 45 min
- Techo de vuelo: 2300 m (7546 ft)

### Armamento
- Ametralladoras: 

  - 3 en montajes de pilar[8]
- Bombas: 

  - Soportes bajo las alas inferiores

## Aeronaves relacionadas

### Aeronaves similares
- AD Flying Boat
- Sopwith Bat Boat

### Secuencias de designación
- Secuencia C.E._ (interna de Royal Aircraft Factory (Coastal Experimental)): C.E.1